# Азербайджанские традиционные дома
Азербайджанские традиционные дома — это дома, построенные азербайджанцами исторически с использованием традиционных методов.

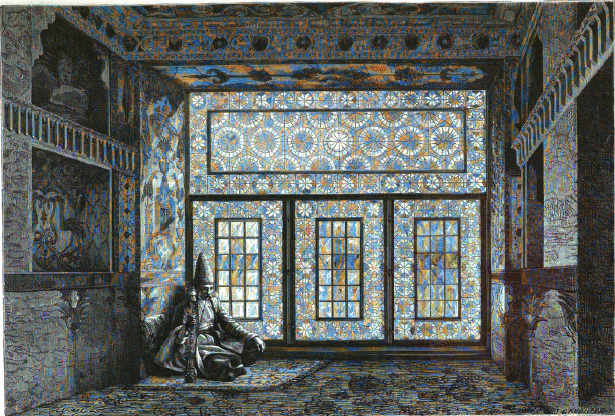
Зал азербайджанского дома. Шуша (1865 г.)

## Типы

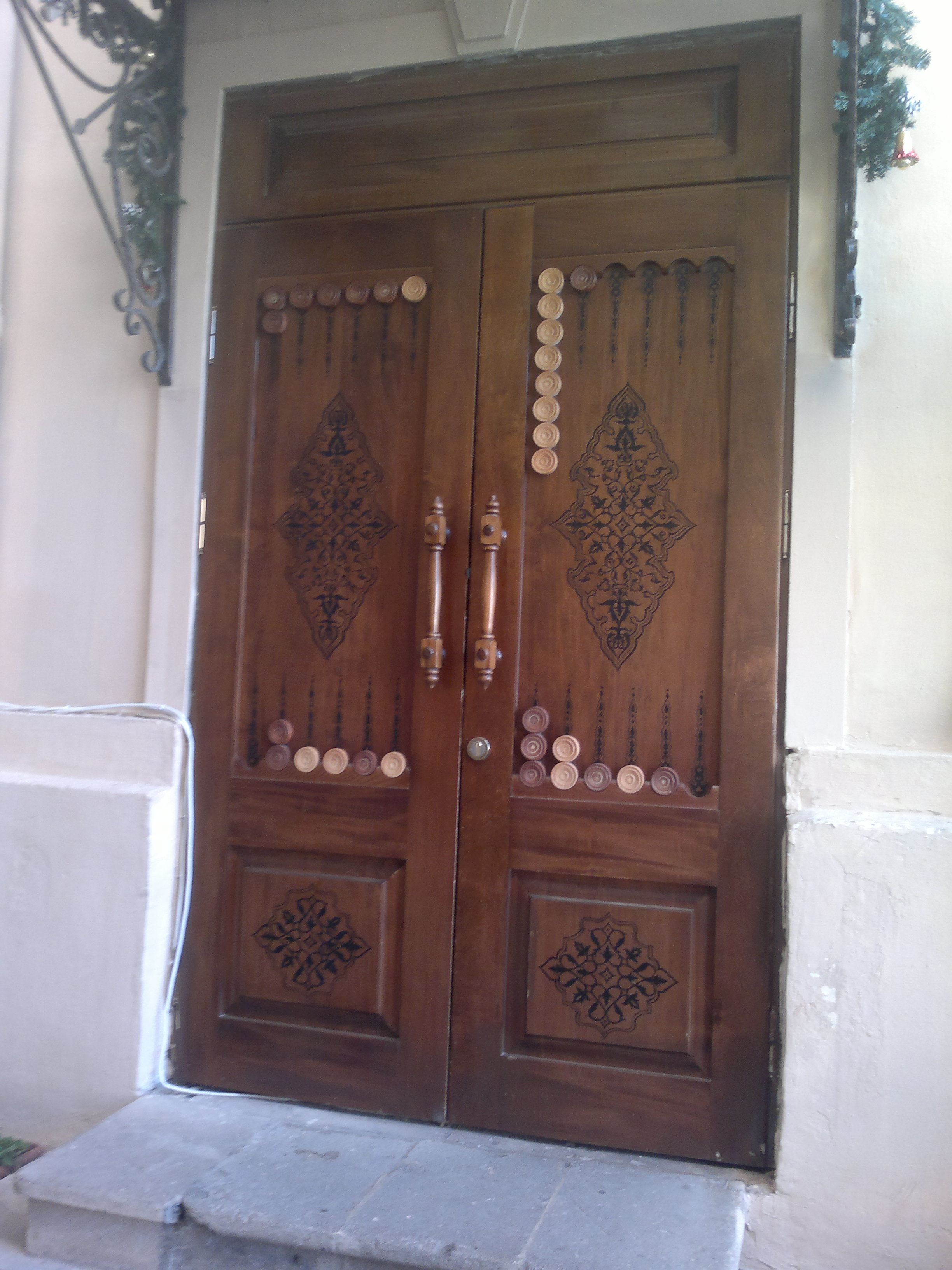
Дверь в форме нард. Ичери-шехер

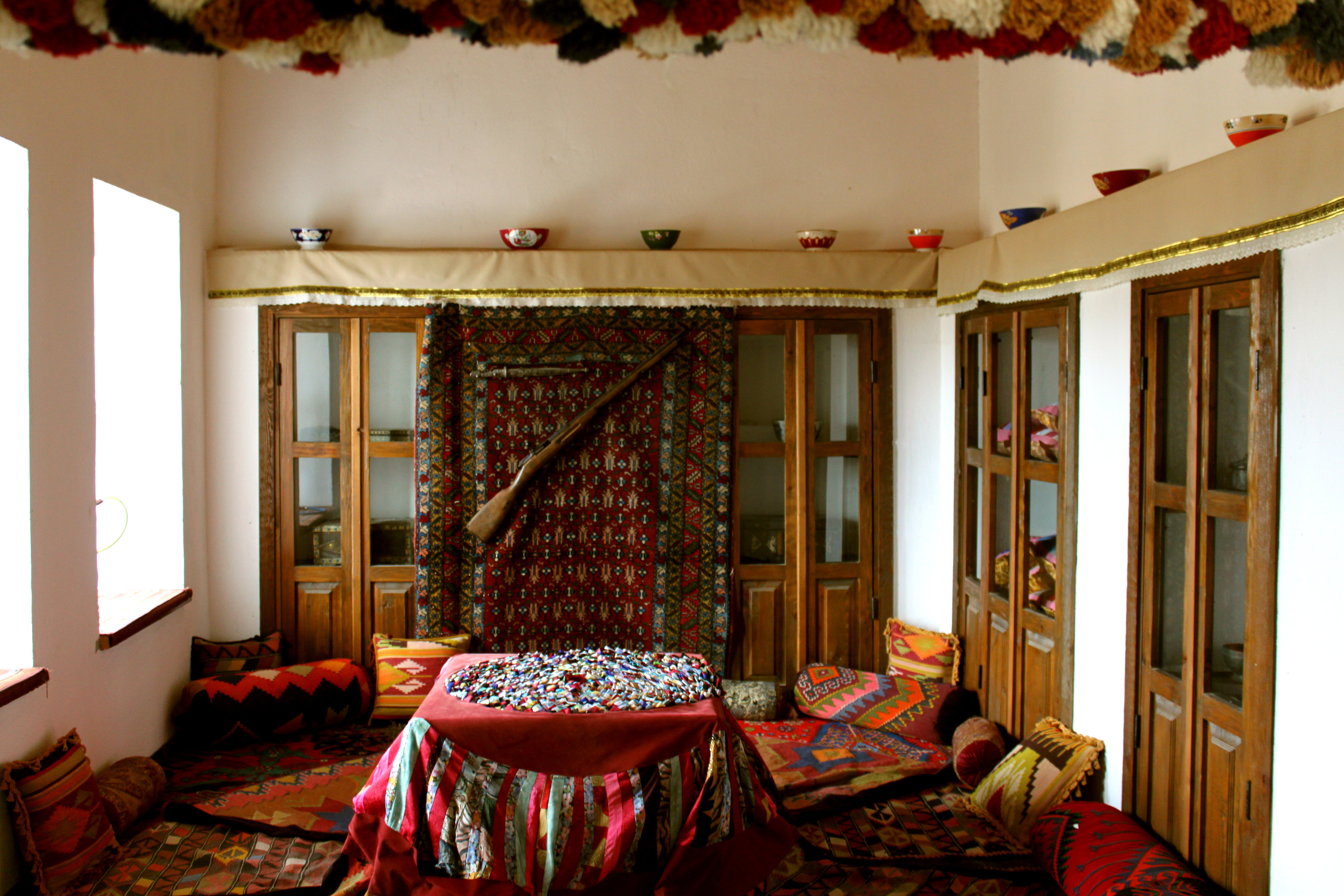
Средневековый дом в Азербайджане. Государственный историко-этнографический заповедник Гала

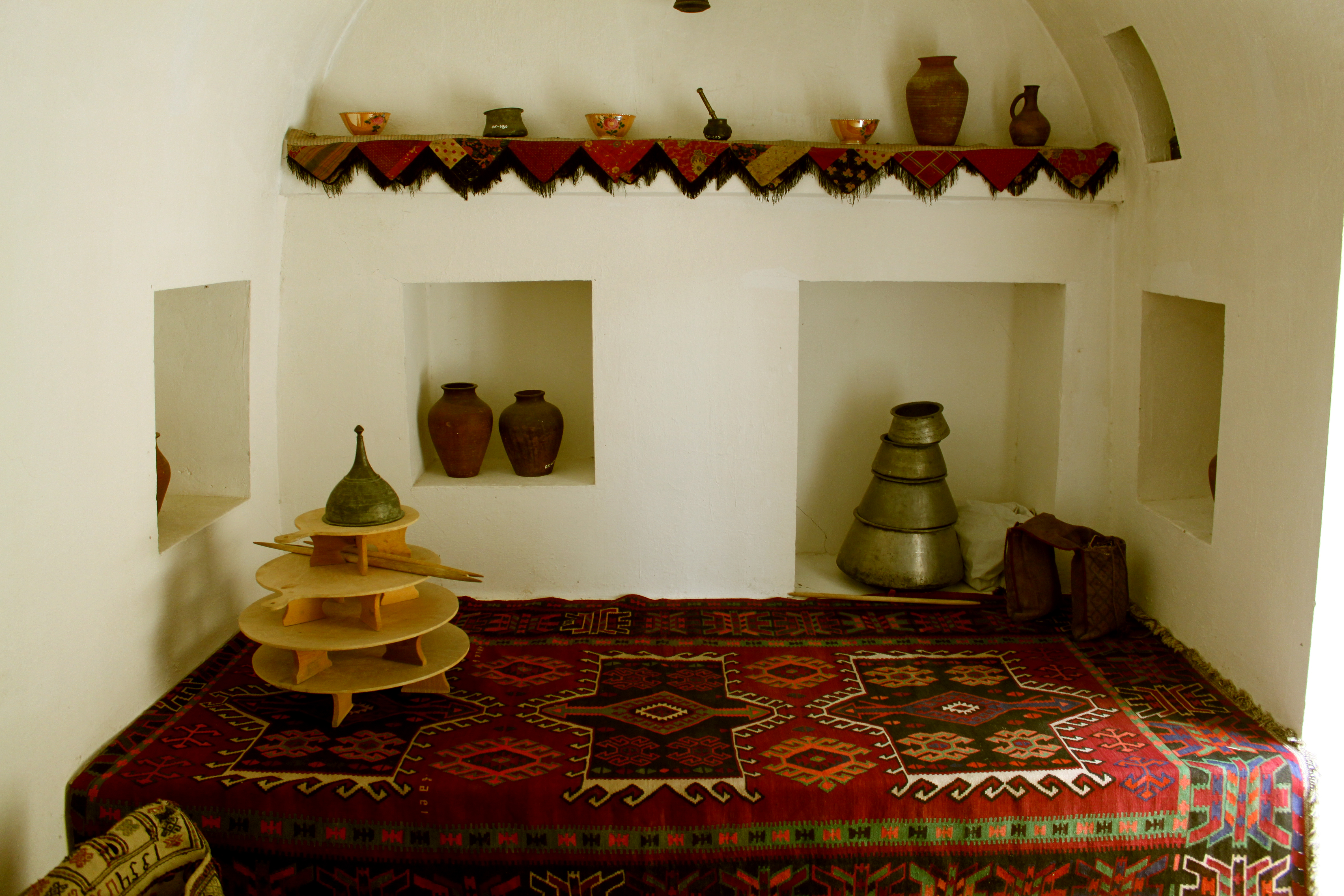
Средневековая кухня Азербайджана.

Земляные курганы (на азерб. qazma, pəyə evlər) — были распространены на Малом Кавказе, в Гянджабасаре и западных районах Азербайджана. До недавнего времени сохранялись в горных районах. Они имеют прямоугольную форму и их легко построить. Задняя и боковые стены этих домов сделаны из земли, а передняя сторона закрыта каменной кладкой. Потолок фиксируется с помощью столбов. Во время садового сезона жители сел, где выращивание фруктов играло важную роль строили такие дома (выкопанные дома), чтобы временно переехать в сад.
Карадам или дома с черной крышей — характерны для азербайджанцев и других народов Кавказа. С XVIII века по начало XX века дома с черной крышей существовали преимущественно в горах и предгорьях Малого Кавказа, частично в Нагорном Карабахе и Нахчыване. Жилища типа карадамов, предназначенные для больших патриархальных семей, делились на подземные, полуподземные и наземные, а по числу ниш на одно или двухэлементные.
В аранских (низменных) деревнях широко распространены были невысокие дома, которые легко построить. В начале XIX-го и XX-го веков такие дома из ветвей деревьев имели разные региональные названия: «човустан» (Нахчыван, Карабах и Иранский Азербайджан), "дербенди" (Губа-Хачмаз), "чубуг эв" (Мугань), "читама" (Шеки-Загатала),  "гамыш", «гаргы» (западный район и Гянджабасар) и тд.
В горах и на равнинах преобладали невысокие дома «дакхал» с плоской крышей, построенные из речного камня или из каменистых скал.
В связи с развитием торговли в XVII-XVIII веках расширилось возведение различных строений. Были построены караван-сараи в Шамахе, Гяндже и Баку, а также ряд культовых жилых зданий. В Азербайджане караван-сараи имели общественную значимость.
В XIX – начале XX вв. наиболее усовершенствованными формами народного жилища в Азербайджане были дома с террасой – эйваном, которые имели названия "аг эв", "отаглы эв", "ишыглы эв". Эти дома считаются значительным достижением азербайджанской архитектуры.
В XVIII-XIX веках однокомнатные дома с балконом, как жилые дома занимали важное место у азербайджанцев. Популярны они и в наше время. Первоначальной формой многокомнатных и многоэтажных домов, особняков, усадьб были именно однокомнатные дома с балконами.

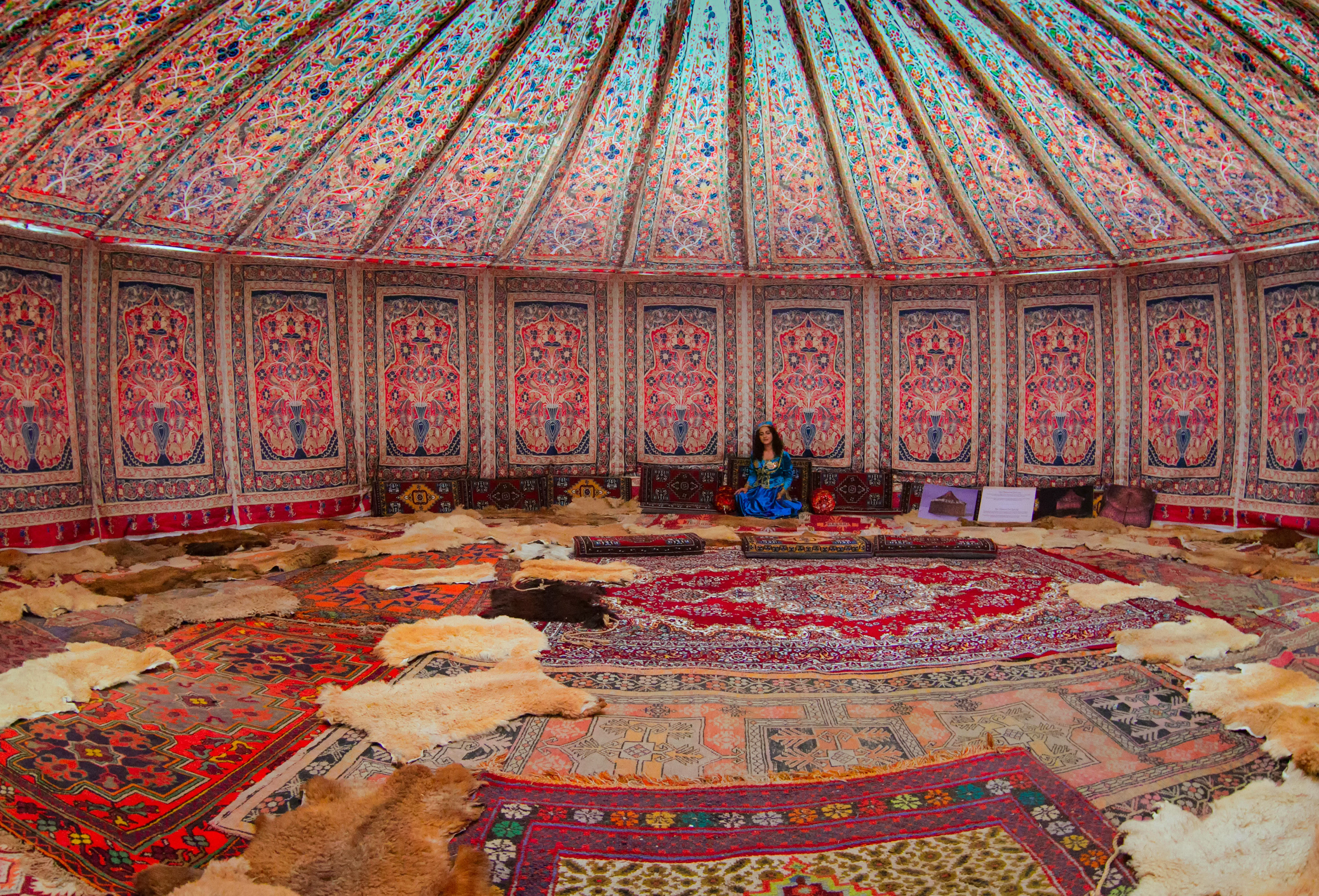
Традиционная азербайджанская юрта (алачик)
Застекленный жилой дом начала XIX века. Шуша
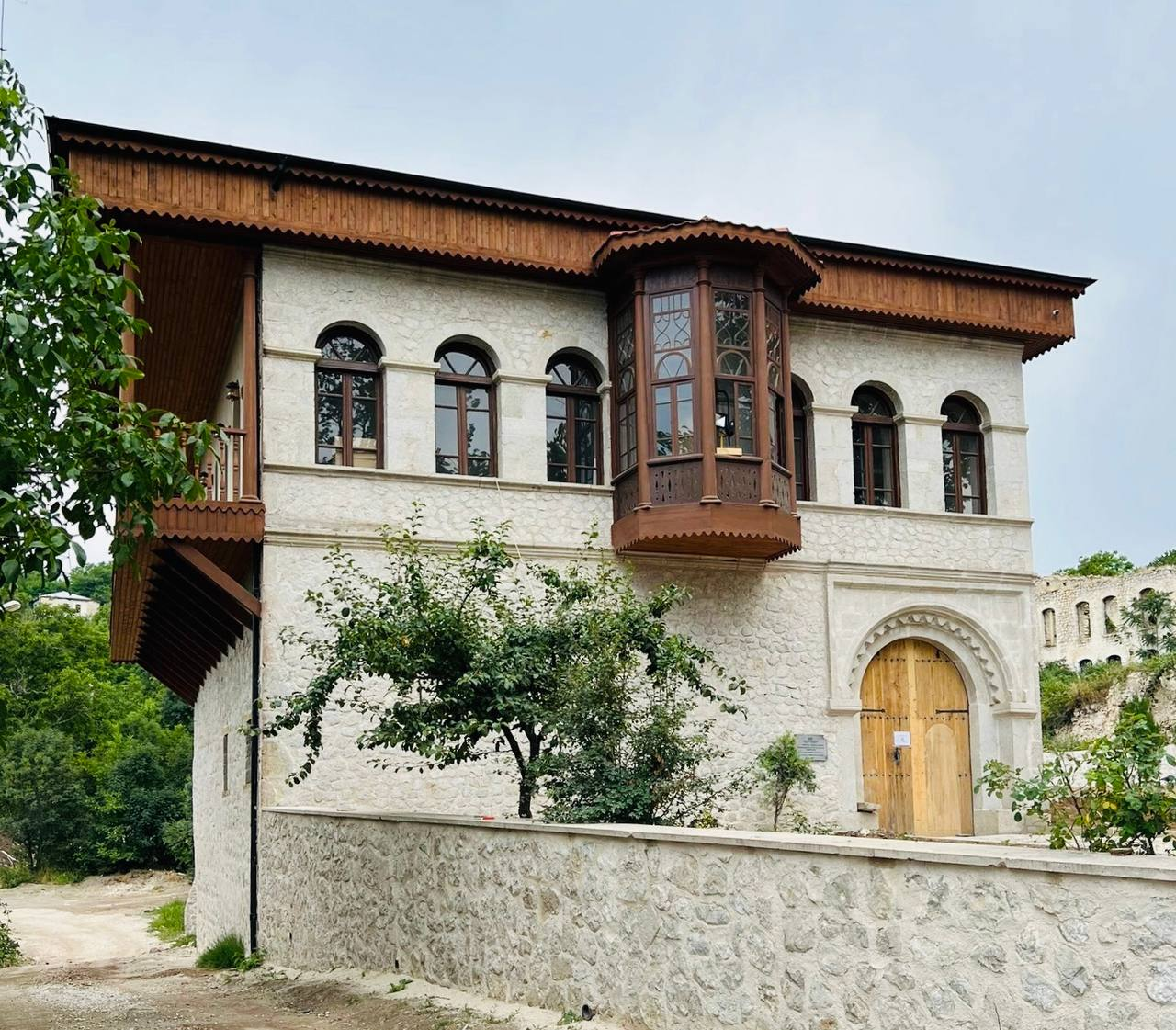
Дом Мехмандарова. Шуша
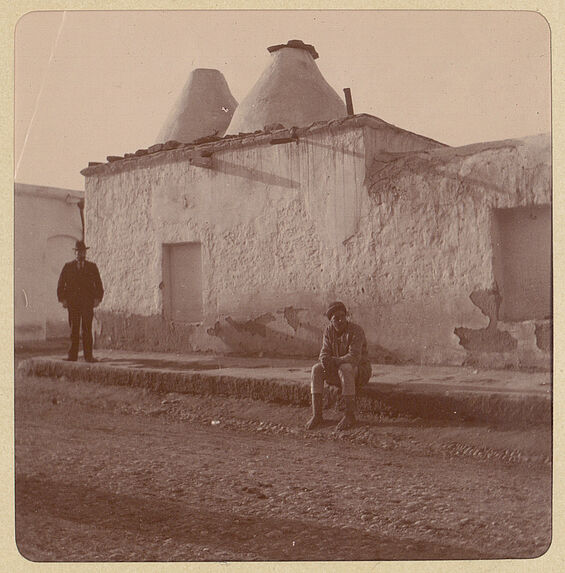
Дом азербайджанца. Баку
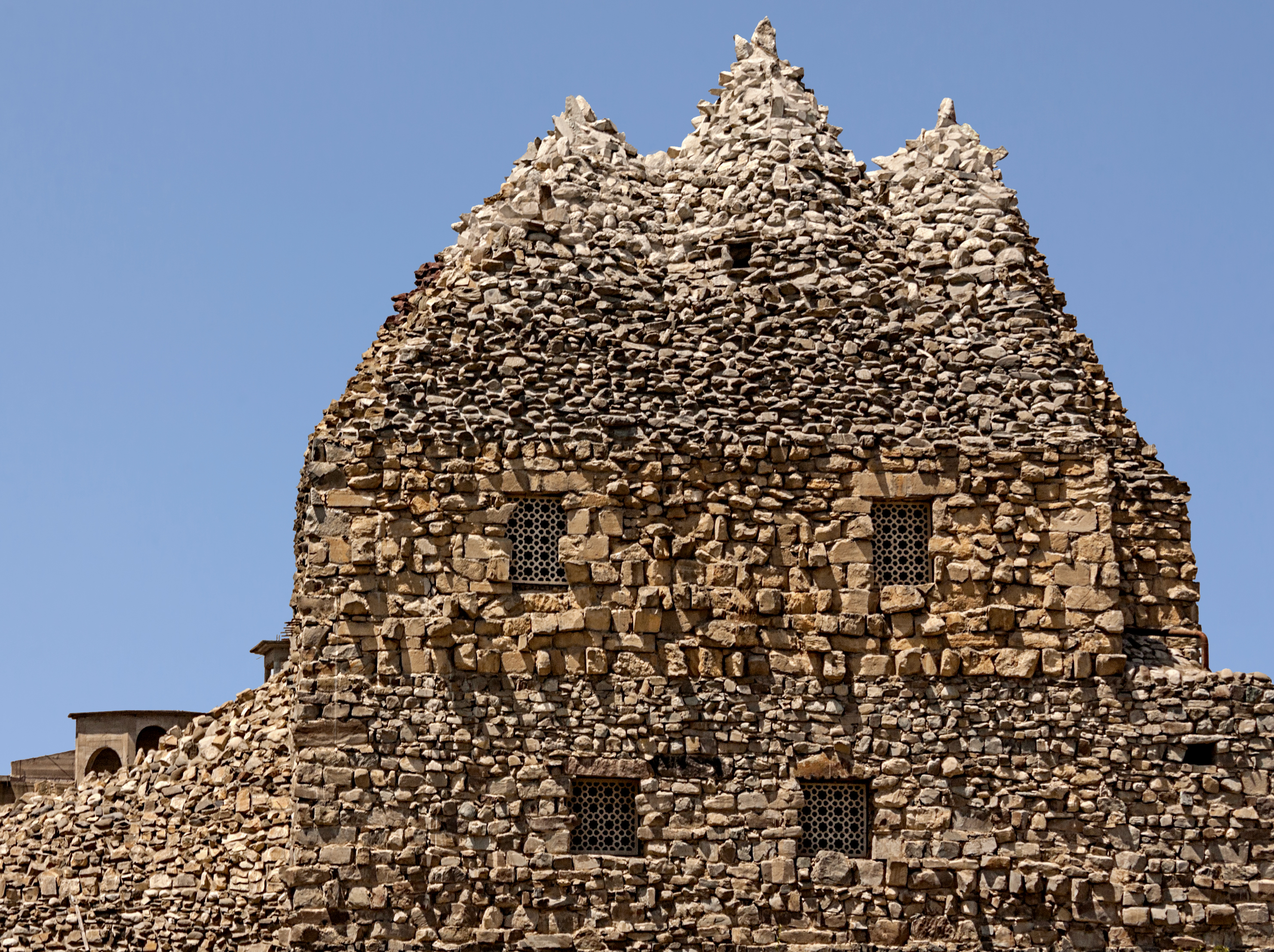
Каменный дом. Окрестности Баку

## Компоненты
В азербайджанской кухне есть печь или тендир. Их чаще всего ставят отдельно от кухни, даже отдельно от дома. В подвале (кладовой дома) хранятся продукты на зиму и продукты, которые еще не нужны на кухне. В каждом доме должна была быть кухня с кладовкой. Также в азербайджанских деревенских домах было «холодное» место, где хранили мясо и жир. В специальных складах (анбары) хранятся зерно, сушеные овощи. Здесь продукты хранятся на полках, ящиках, в мешках. Амбары для хранения риса располагались во дворе, в нижних домах, на балконах и в подсобных постройках. Деревянные склады для хранения зерна размещались на первом этаже дома или внутри хозяйственных построек. Сушка рисовых зерен осуществлялась путем раскладывания их по этажам жилых комнат, а также на чердаке. Для хранения тутового шелкопряда использовались сараи и чердаки, а иногда даже конюшни. Кумханы строятся в регионах, где широко распространено шелководство. Пчеловоды расставляют улей вокруг домов, в приусадебном саду.

## Предметы домашнего обихода
В начале XIX-XX веков интерьер домов в Азербайджане имел восточные особенности. Полы накрывали коврами, килимами, овечьими шкурами, циновками, поверх них клали подушки и матрасы из овечьей шерсти. В домах бедняков на стену вешали циновки, а в домах богатых - ковры. Богатые вывешивали на коврах художественные вышивки, оружие, сазы, портреты предков и строки из Корана, написанные золотой вязью.

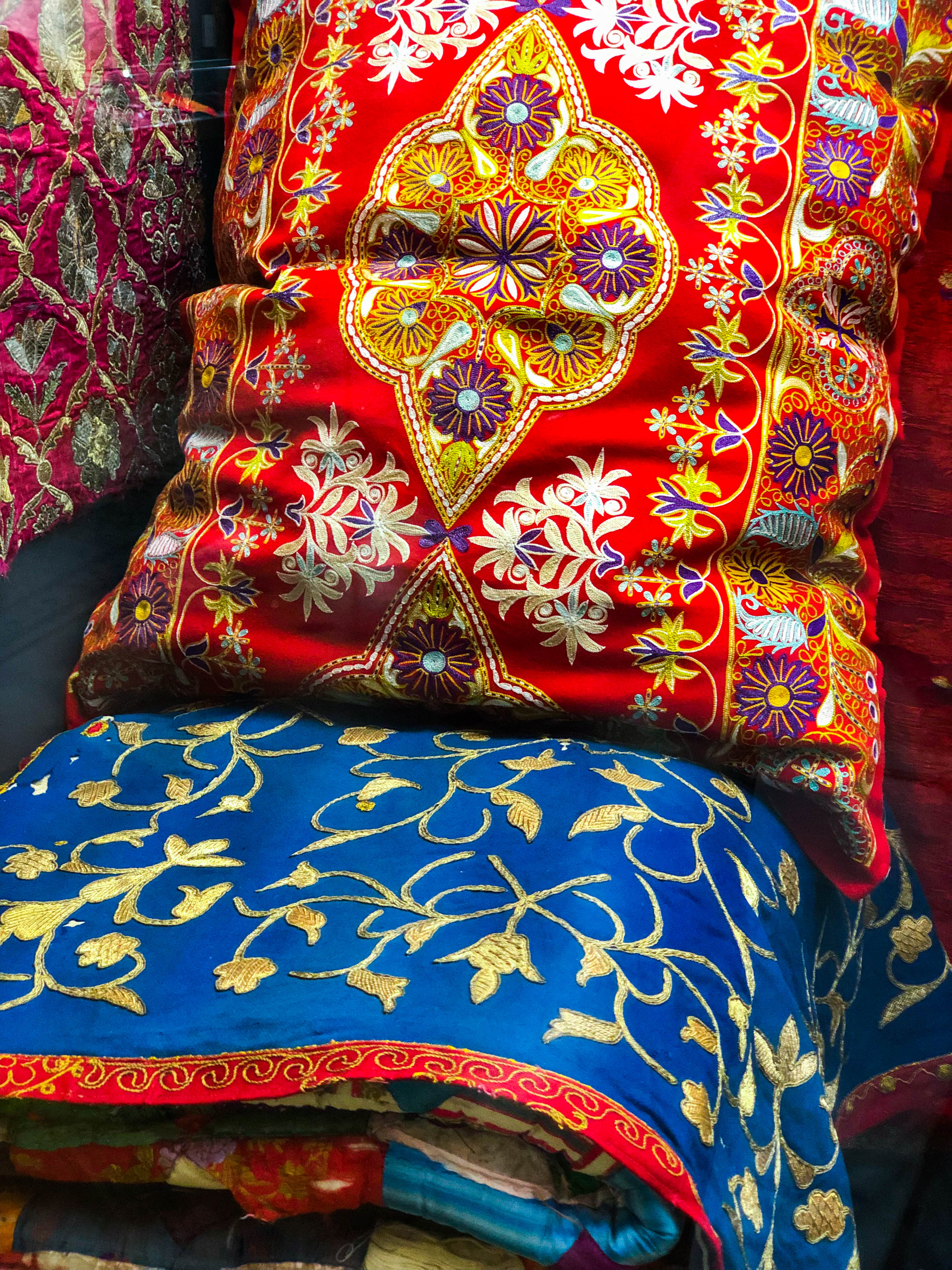
Декоративная подушка и покрывало из шитой золотом ткани на традиционном азербайджанском бархате второй половины XVIII века.
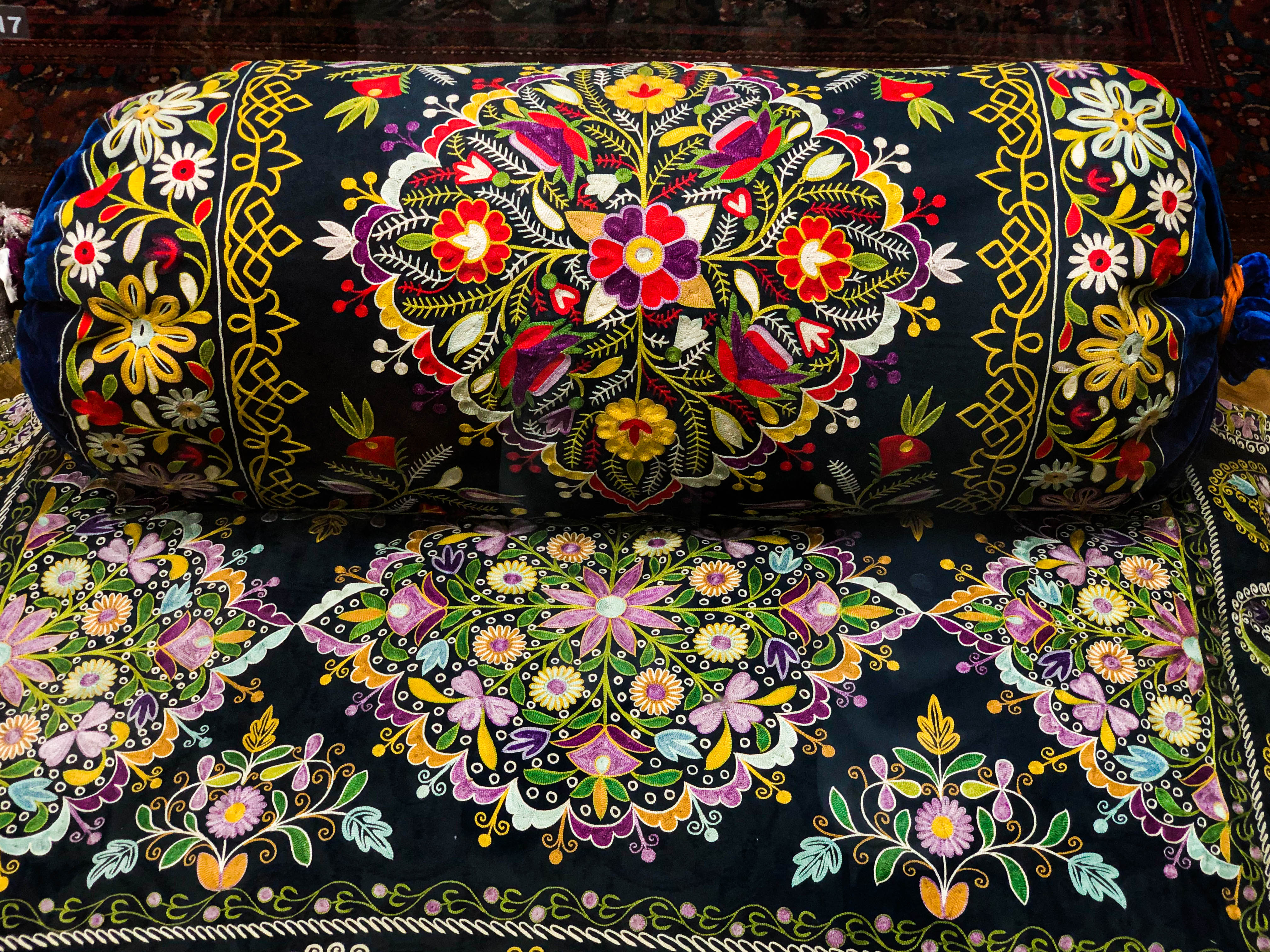
матрас и подушка с узором Такалдуз, первая половина XIX века.
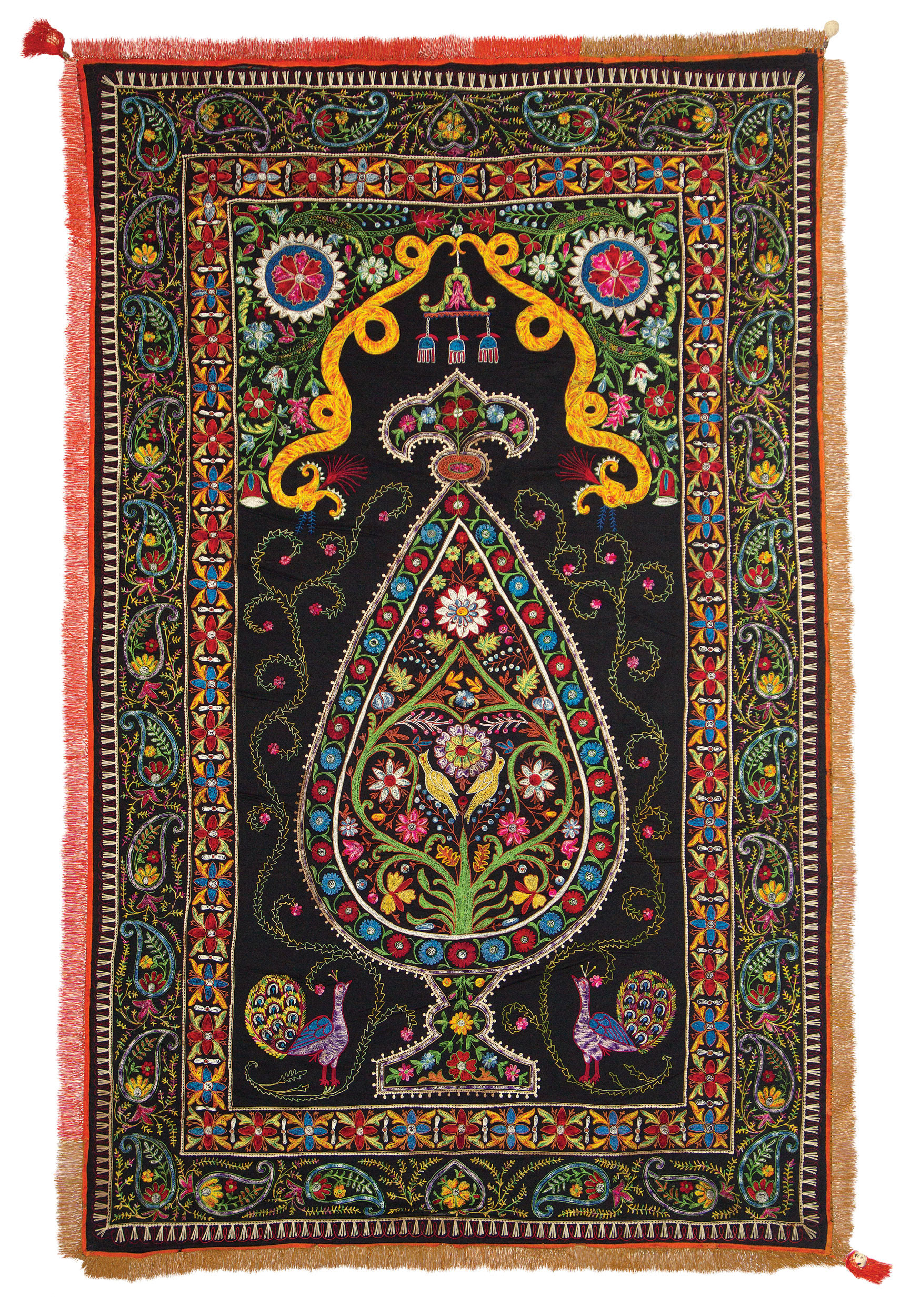
Настенное покрытие, изготовленное в Шеки в первой половине XIX века.
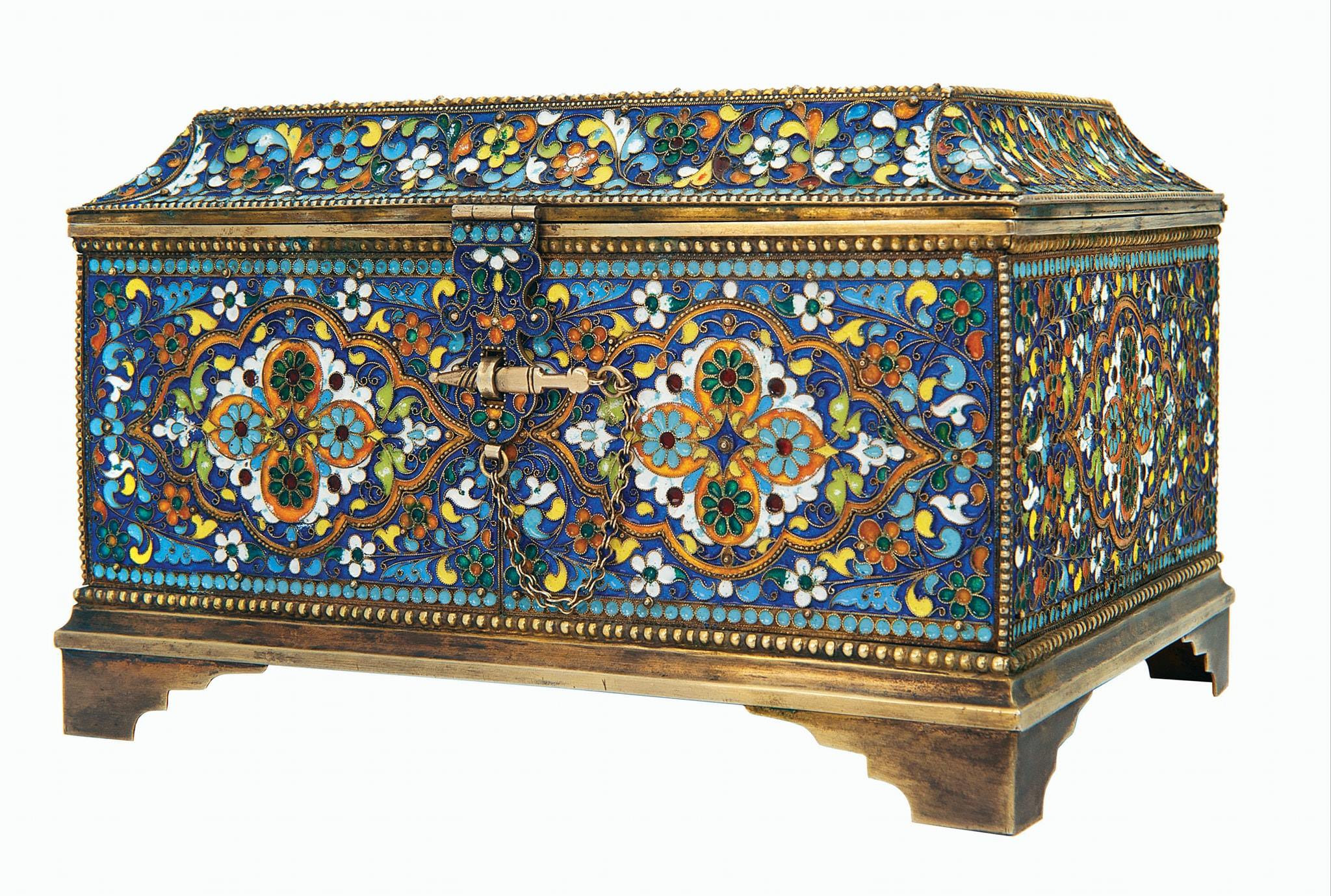
Сундук, изготовленный в Азербайджане в начале XX века.

## Внутренняя отделка

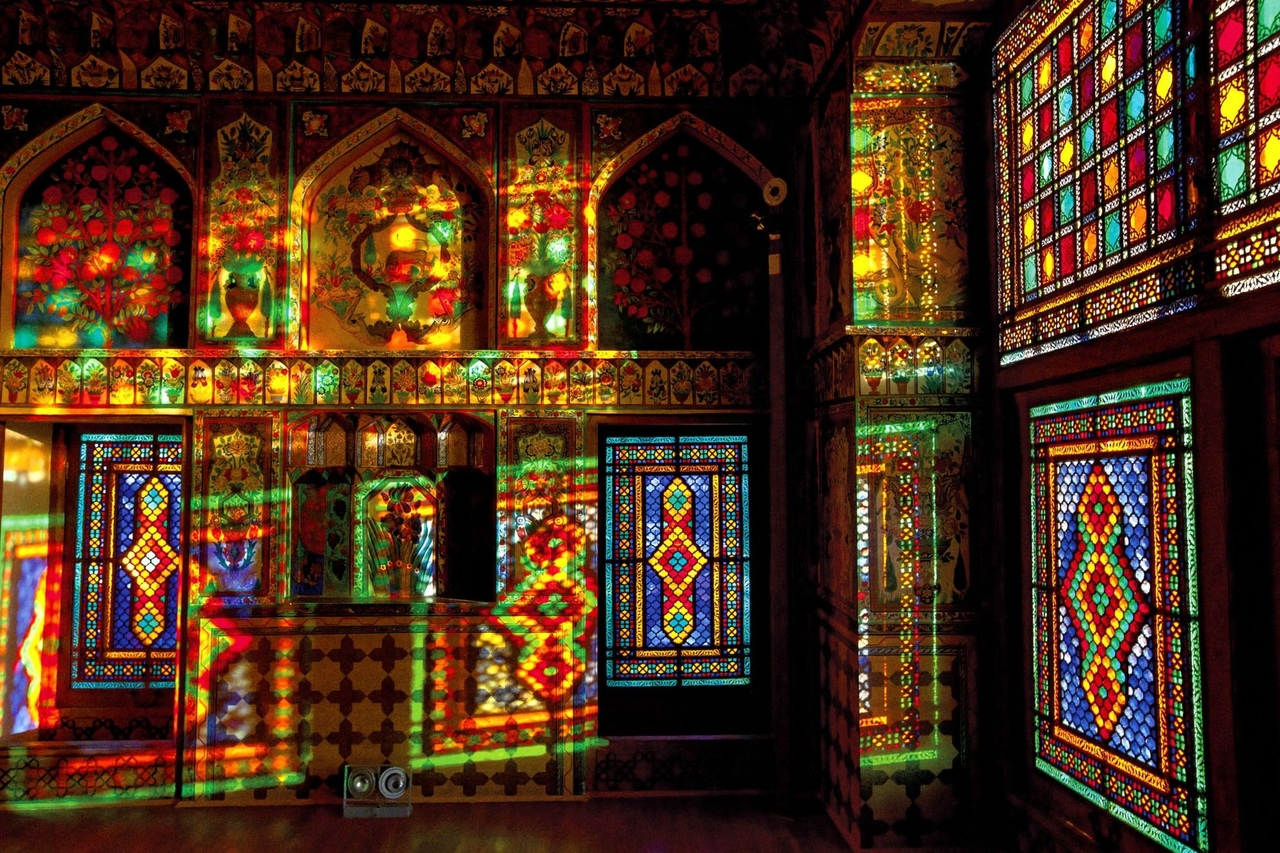
Интерьер дома. Шеки

Интерьер традиционного азербайджанского дома был разделен на гостиную и комнату отдыха. Он всегда был простым и открытым по пространству. В гостиной и комнатах отдыха было мало перегородок и низкая мебель. Люди обычно сидели на полу.
На поверхностях стен вырезались арочные окна или ниши, в которых размещались посуда и предметы быта. Некоторые вещи хранились на полках или консолях вверху стены.
Орнаментальная лепнина использовалась в художественном оформлении интерьера, ею покрывались ниши, карнизы и мукарны. В богатых домах и ханских дворцах стены украшались картинами на холсте или декоративными досками со сценами охоты и пиршества. В архитектурных деталях также использовалась декоративная роспись. В домах с верандами и большими окнами перегородки выполнялись из цветной стеклянной мозаики, укрепленной деревянными рамами. Деревянные колонны, столбы, крыши и двери были украшены резьбой. В интерьерах дворцов ханов были использованы самые разнообразные техники, в том числе роспись на исторические и литературные темы и мукарны из зеркального стекла. Специалисты по резьбе по дереву работали также над украшением дверей, столов, стульев, подставок для книг и деревянной посуды. В 1930-е годы национальные мотивы, вырезанные по дереву, стали включаться в дизайн все большего числа крупных общественных зданий. С 1960-х годов использование лепнины во многом вытеснилось декоративной росписью, мозаикой и техниками металлопластики. Наряду с традиционным стекольным производством были введены и другие формы изготовления стекла.

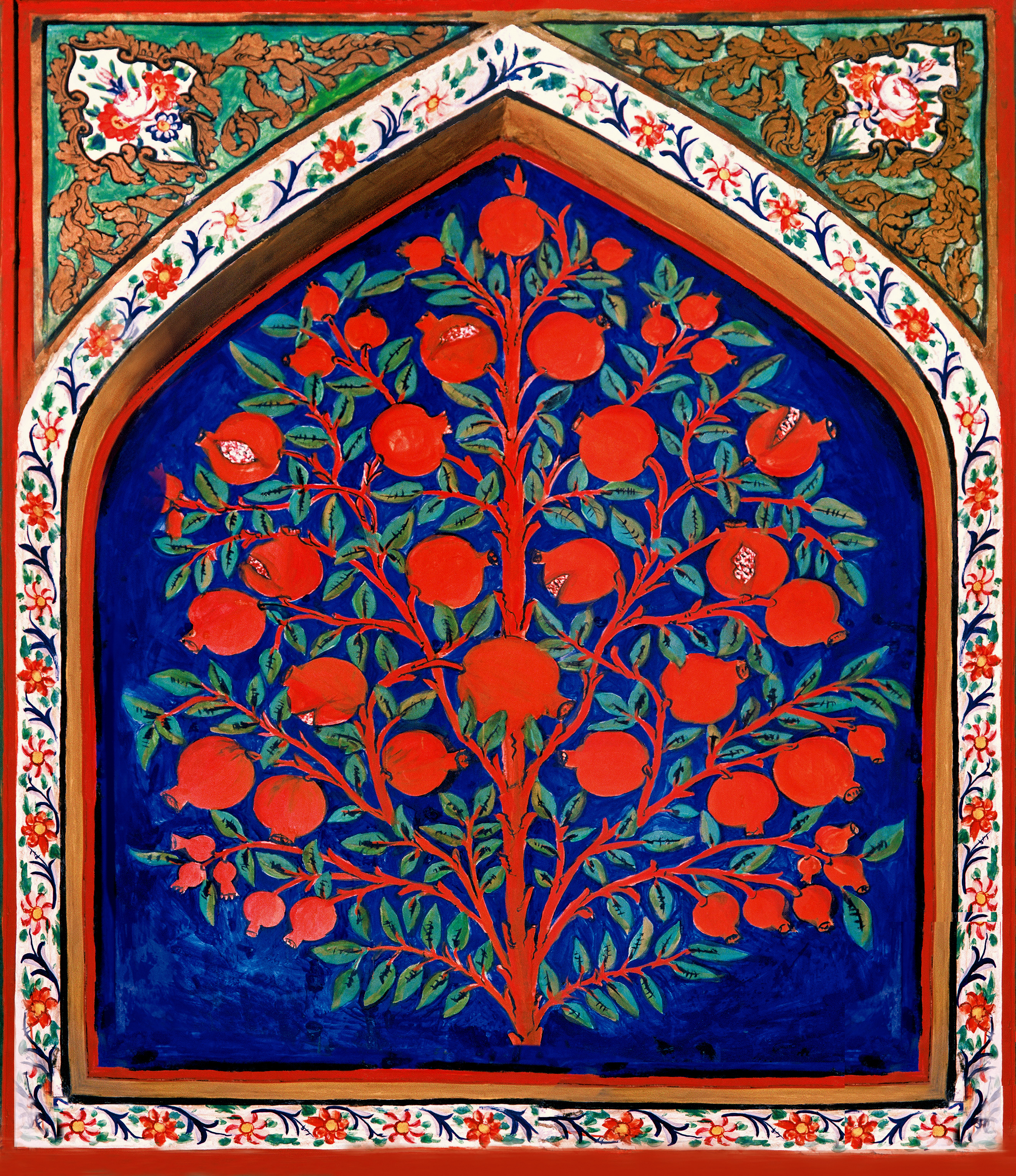
Картина «Древо жизни». Азербайджанский Национальный Художественный Музей.
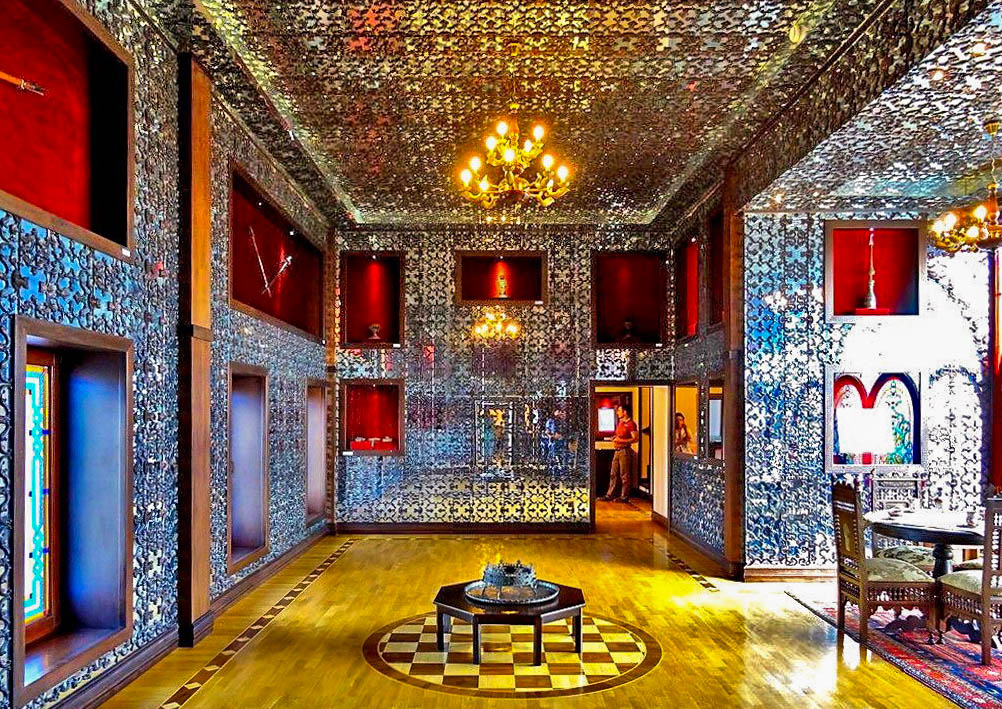
Зеркальный зал Нахчыванского ханского дворца.
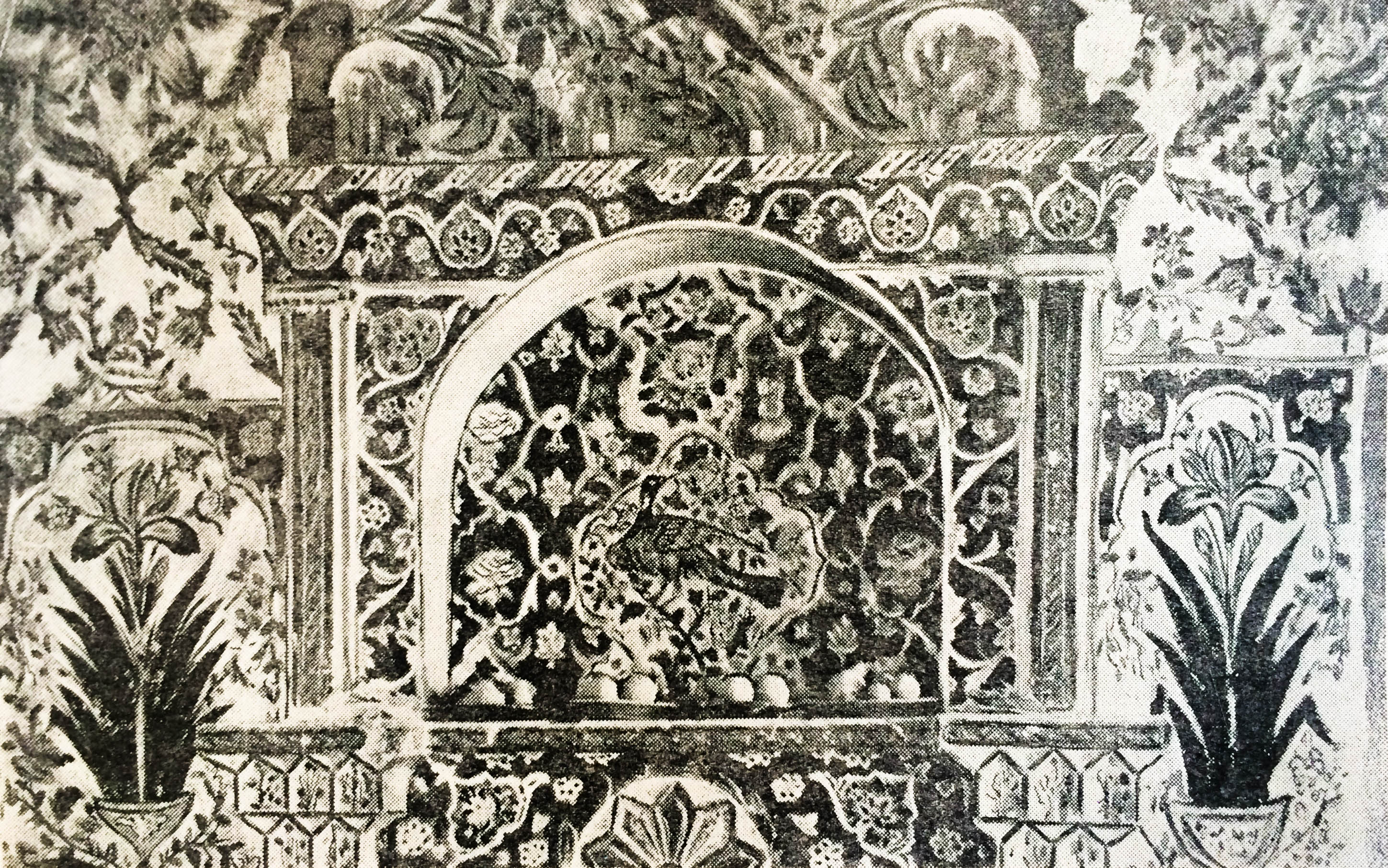
Роспись на стене между комнатами. Шуша
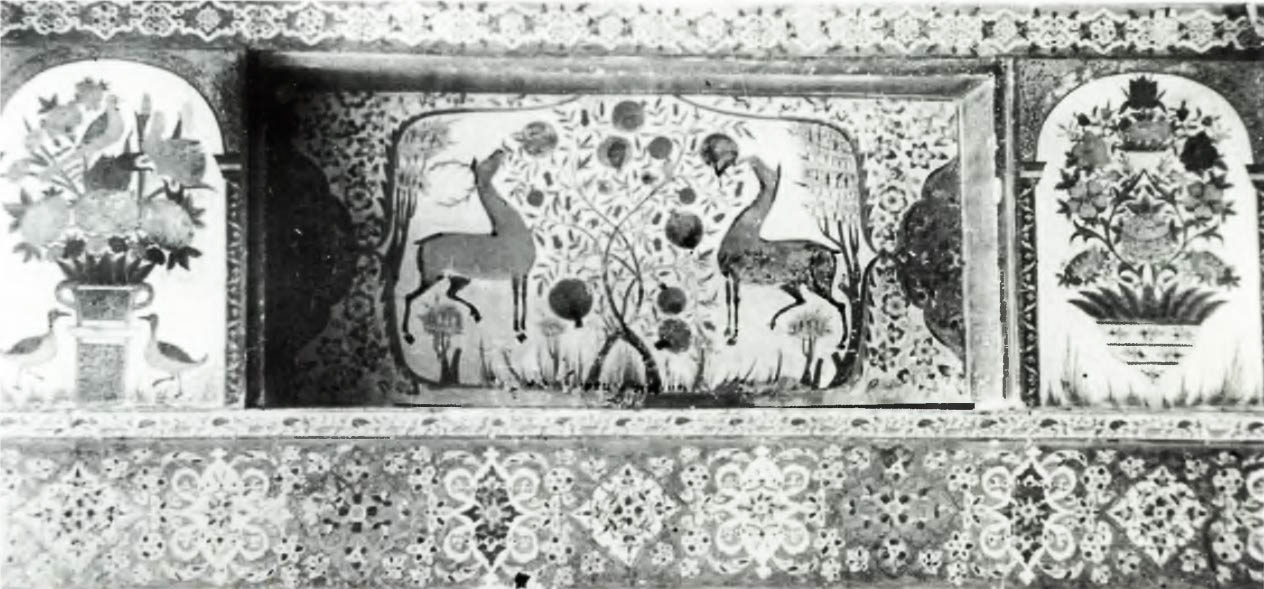
Отделка стен дома.
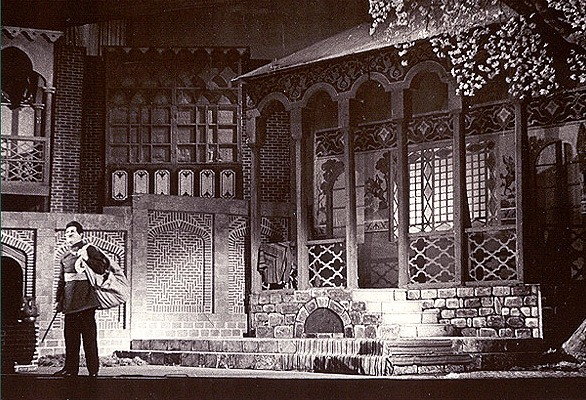
Декорации сцены оперетты «Аршин мал алан». Москва.